# Dalea antana
Dalea antana là một loài thực vật có hoa trong họ Đậu. Loài này được J.F. Macbr. miêu tả khoa học đầu tiên năm 1943.